# Provetta

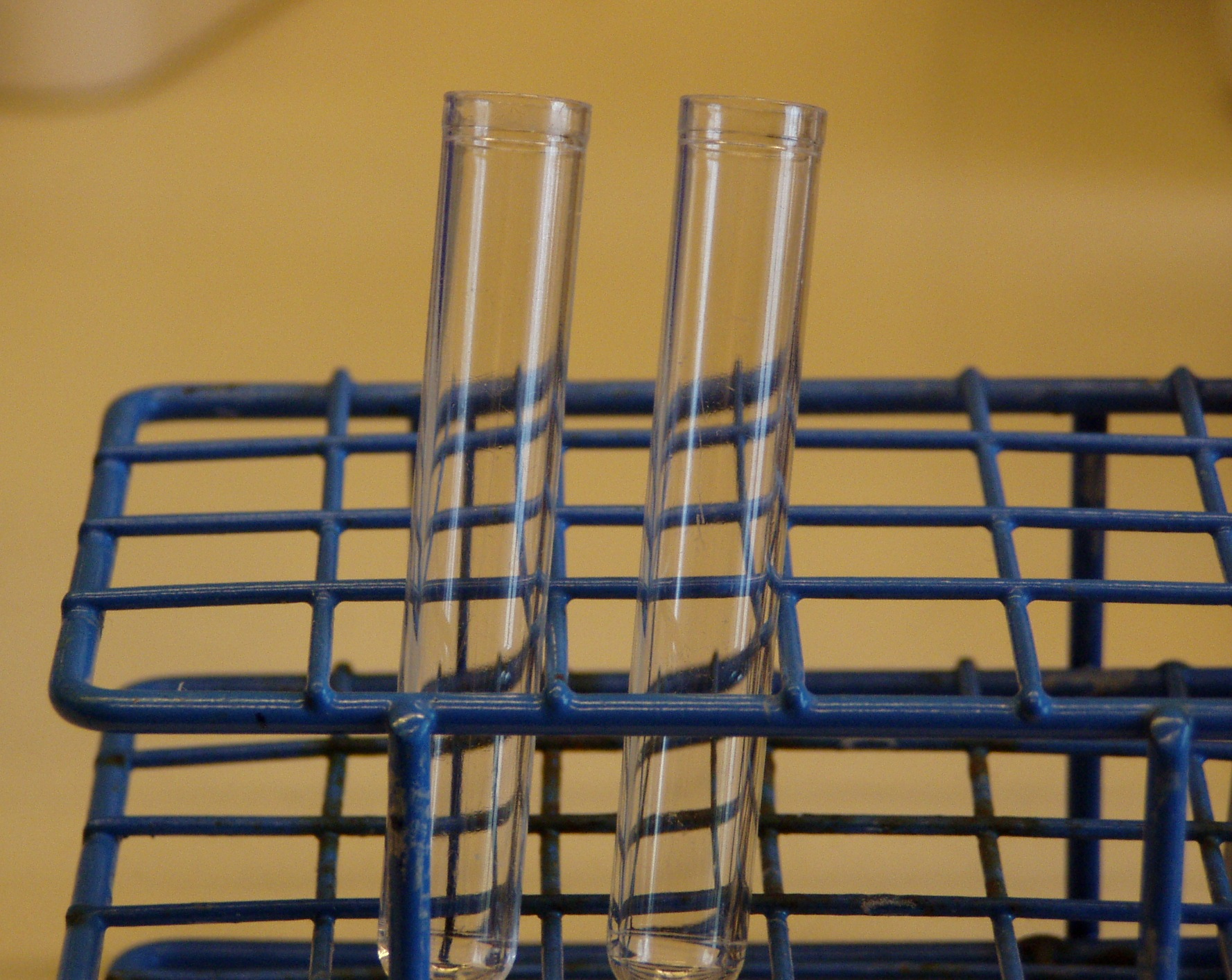
Provette

In chimica, una provetta, è un recipiente tubolare di piccola dimensione di vetro o di materiale plastico, chiuso sul fondo. Il fondo è arrotondato nelle provette normali, e conico nelle provette da centrifuga. La provetta serve per analizzare e differenziare le sostanze.
Le provette più comuni per ricerca sono in vetro chiaro lunghe circa 80-100 mm, con un diametro di circa 8-18 mm, ma ne esistono di diverse misure e materiali a seconda dell'uso. Ad esempio, esistono provette fatte di vetro Pyrex adatte al riscaldamento su bruciatore Bunsen.
Le provette usate per il prelievo di sangue sottovuoto, sono in materiale plastico PET (il vetro si può rompere durante la centrifugazione) lunghe 13 centimetri e con un diametro di 7,5 o 10 millimetri.
Le provette sono generalmente usate per eseguire rapidi saggi analitici ad umido; al campione contenuto in esse vengono aggiunti i reattivi previsti e si osserva l'effetto previsto qualora il saggio sia da ritenersi positivo - ad esempio - il viraggio di un indicatore o la formazione di un precipitato.

## Galleria d'immagini

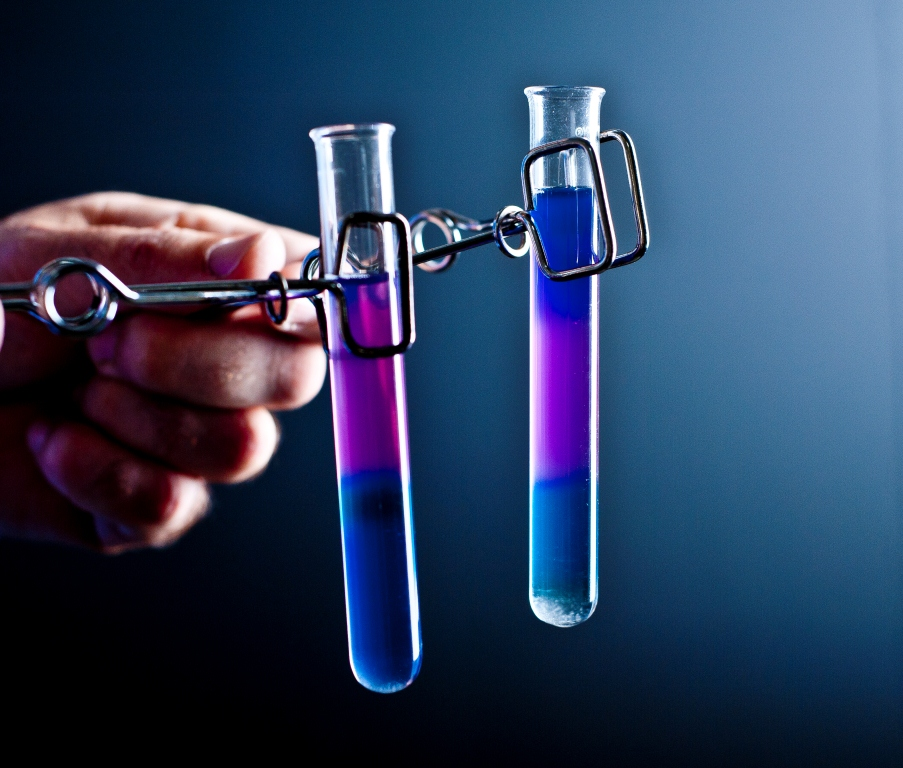
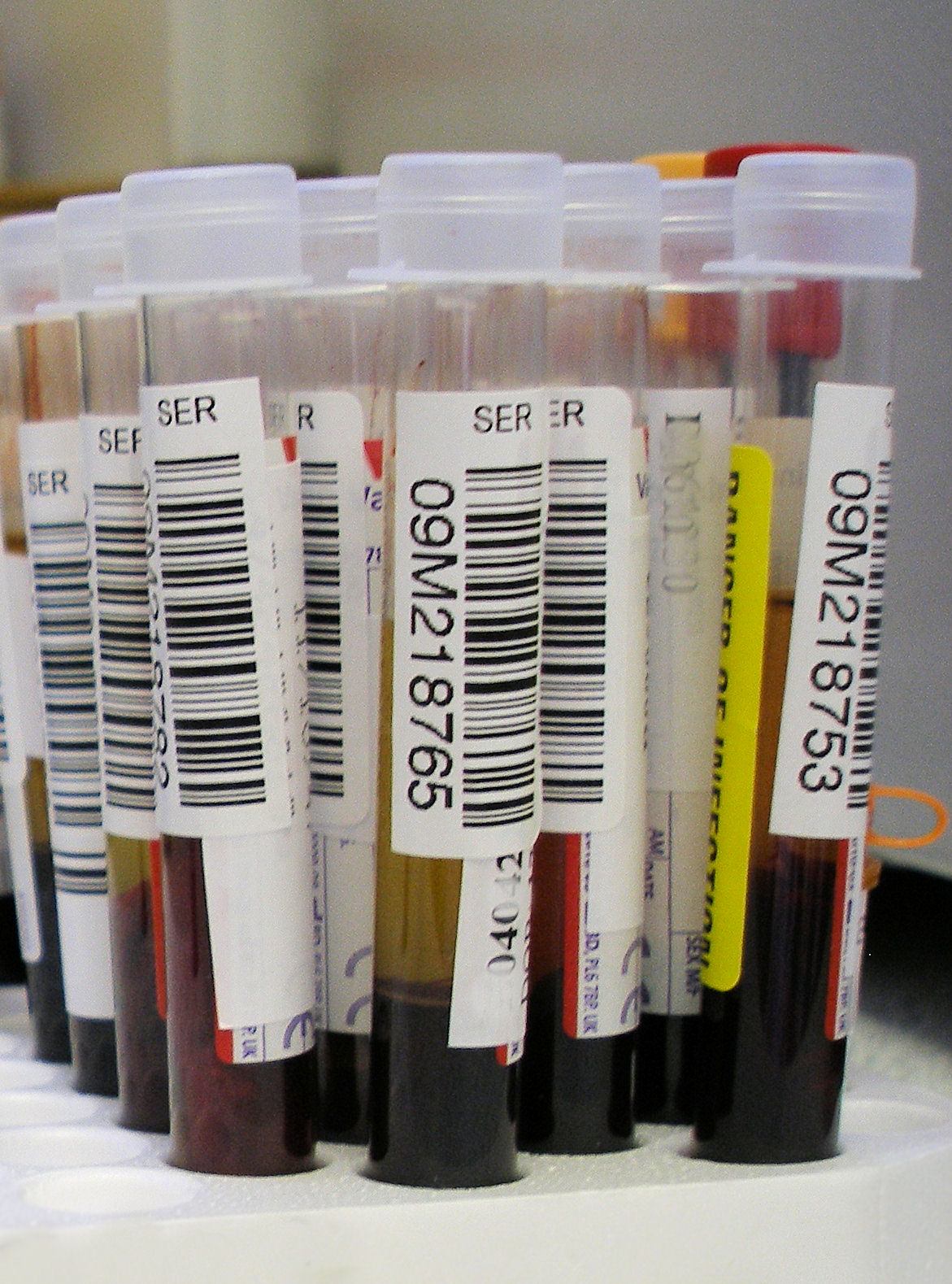
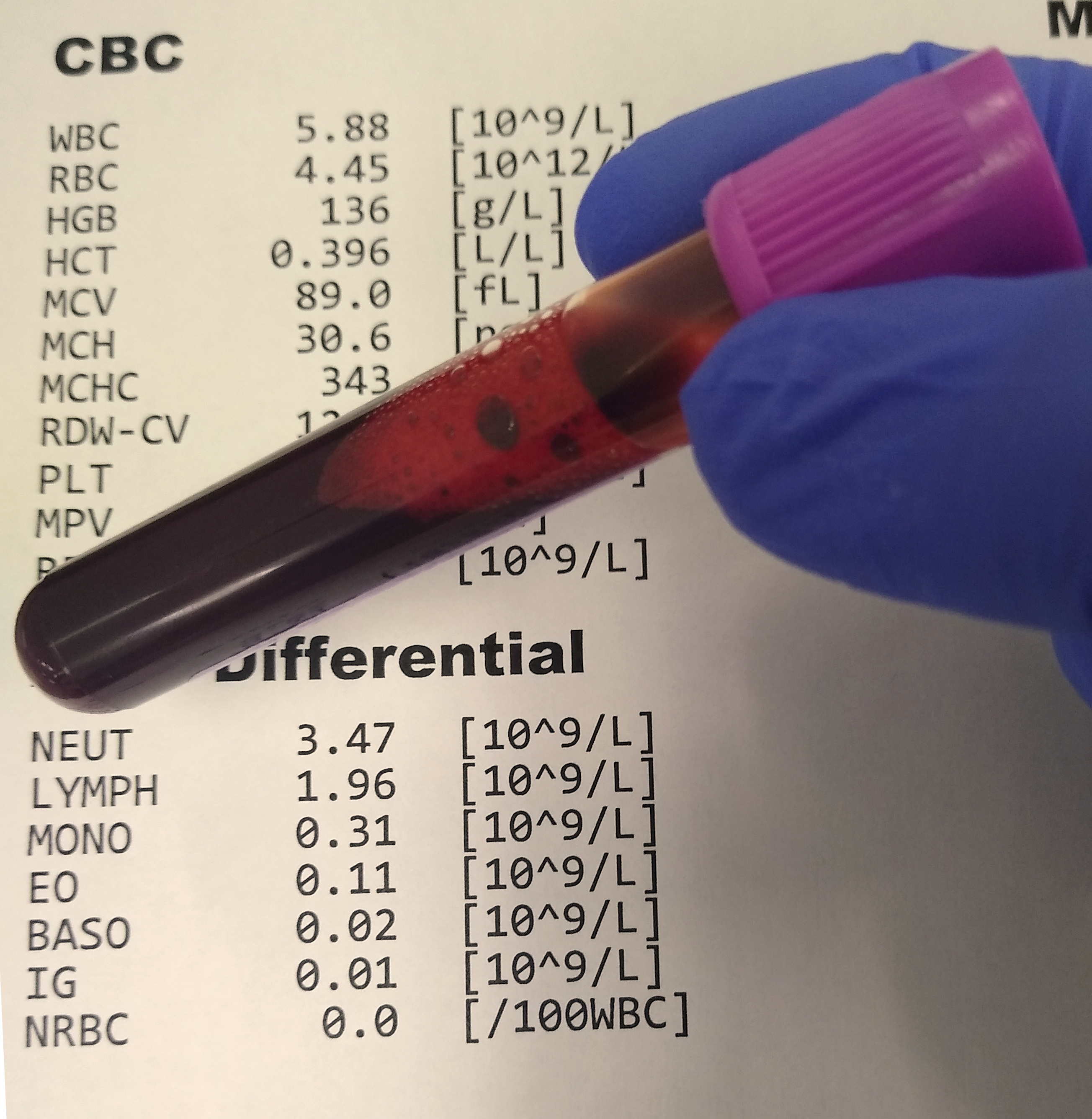